# Château de Trévaly
Le château de Trévaly est un manoir qui se situe sur la commune de La Turballe, dans le département français de la Loire-Atlantique.

## Présentation
Le château de Trévaly est édifié en bordure des marais salants de La Turballe, au pied du coteau de Trescalan.

### Étymologie
Provient du Breton trève,  désignant une subdivision de paroisse et villa Alli.

### Historique
Au XIIIe siècle, le domaine est une seigneurie avec droit de basse justice et de moyenne justice dépendant de la baronnie de Campzillon. Jean de Muzillac, seigneur de Trévaly, voit ses biens saisis à la suite d'un procès intenté en 1487 par le duc François II de Bretagne pour trahison à la cause bretonne (traité de Montargis). Le domaine comporte alors un bois, un colombier, un étang, une chapelle, un moulin à vent, une vigne dénommée Clos de Trévaly. Le manoir subit des transformations au cours du XVIIe siècle. À la Révolution française, il est confisqué et vendu « nationalement » à deux habitants du Croisic. En 1922, il est revendu au propriétaire du château de Bréhet. Celui-ci entreprend de grands travaux de restauration et fait adjoindre sur la façade ouest le portail en arcade prélevé en 1926 sur le manoir de Kersalio de Guérande.

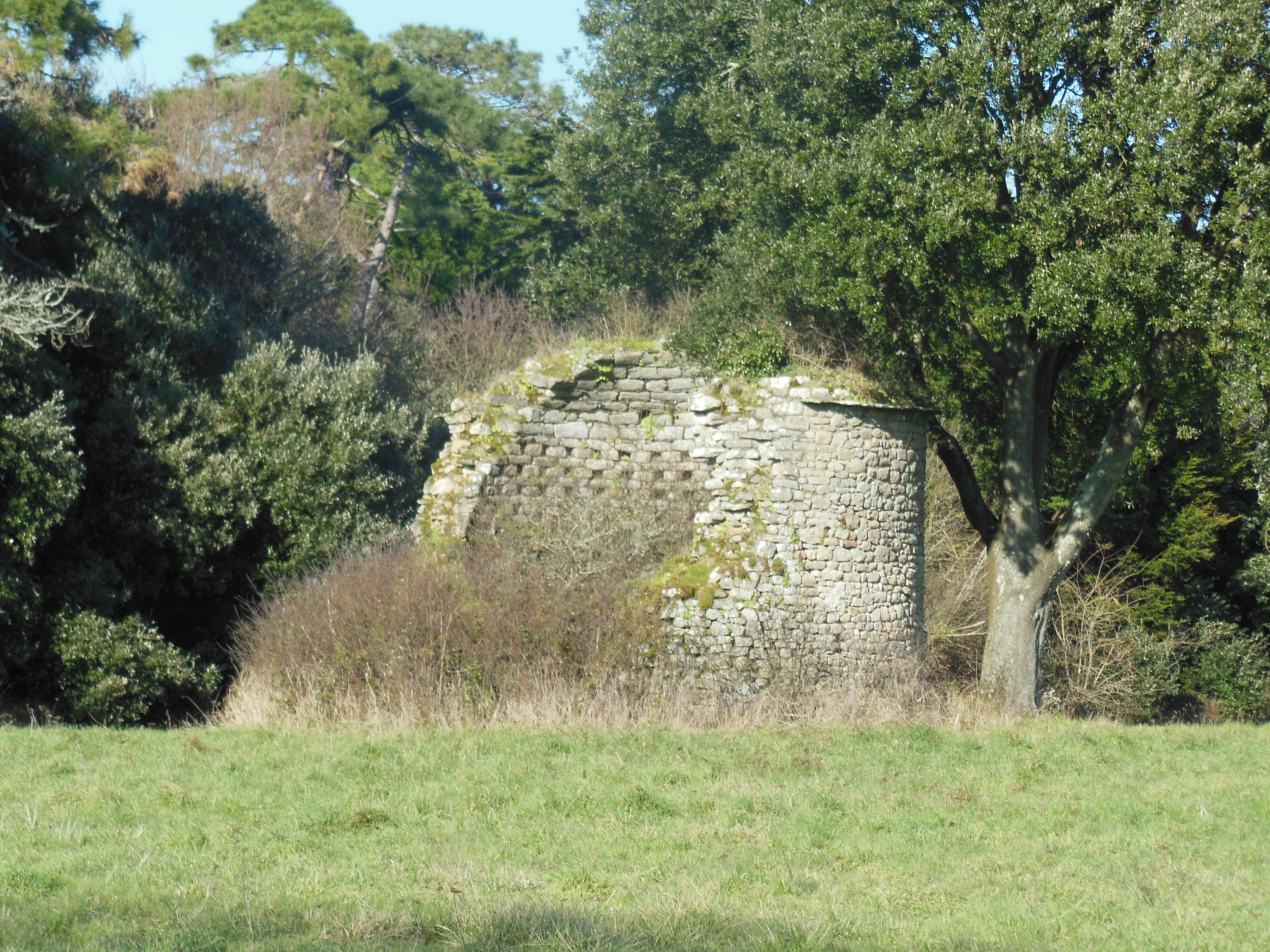
Le colombier en ruines.